# 思勤
思勤（1926年—），曾用名郭林山，男，达斡尔族，黑龙江讷河人，中国新闻摄影家，曾任中国摄影家协会常务理事。